# 26e régiment de chars
Pour les articles homonymes, voir 26e régiment.
Le 26e régiment de chars (en russe : 26-й танковый полк, abrégé en 26 тп ; traduisible aussi par 26e régiment de tanks) est une unité blindée des forces terrestres russes formé à partir de composantes de la 6e brigade de chars (dissoute en 2022). L'unité fait partie de la 47e division de chars de la 1re armée de chars de la Garde, basée à Moulino dans le district militaire ouest.

## Historique
L'unité est issue de la 6e brigade de chars, alors dissoute, à temps pour le programme d'entraînement hivernal 2021-2022 de l'armée russe. Elle est subordonnée à la 47e division de chars recréée à la même période. Leur première période de formation est inaugurée par le colonel-général Alexandre Jouravliov (commandant du district militaire ouest) et le lieutenant-général Serhiy Kissel, alors commandant de la 47e division de chars, ainsi que divers hommes politiques locaux du raïon de Volodarsk, où se trouve leur quartier général à Moulino.
À l'hiver 2022-2023, l'état-major ukrainien signale la destruction d'une colonne de la taille d'un bataillon appartenant au 26e régiment de chars lors de l'offensive de Kharkiv,. Peu de temps après, des membres du régiment signalent que la majeure partie du régiment est composée de conscrits, dont beaucoup auraient tenté d'annuler leur contrat pour ne pas être envoyés sur la ligne de front.